# Pyrgocythara filosa
Pyrgocythara filosa är en snäckart som beskrevs av Alfred Rehder 1943. Pyrgocythara filosa ingår i släktet Pyrgocythara och familjen kägelsnäckor. Inga underarter finns listade i Catalogue of Life.